# Jean Dussaulx
Jean Dussaulx (ur. 28 grudnia 1728 w Chartres, zm. 16 marca 1799 w Paryżu) – pisarz i polityk francuski.
Deputowany do zgromadzenia prawodawczego, Konwentu Narodowego, i Rady Starszych.
Wydał wiele pism, między innymi „Voyage a Bareges et dans les Hantes-Pyrenees fait en 1788”